# Chrzypsko Wielkie (gmina)
Chrzypsko Wielkie – gmina wiejska w województwie wielkopolskim, w powiecie międzychodzkim. W latach 1975–1998 położona była w województwie poznańskim.
Jest to najmniejsza (stanowiąca 11,45% powierzchni) oraz najsłabiej zaludniona gmina powiatu. Ludność gminy stanowi 9% odsetek ludności powiatu. Charakteryzuje ją także najniższa gęstość zaludnienia – na km² powierzchni przypada 39 osób (średnia dla powiatu: 49,8).
Siedzibą gminy jest wieś Chrzypsko Wielkie, będąca zarazem największym jej sołectwem, liczącym około 950 mieszkańców.
Według danych z 30 czerwca 2010 gmina liczyła sobie 3342 mieszkańców, natomiast według danych z 31 grudnia 2019 roku gminę zamieszkiwało 3306 osób.

## Struktura powierzchni
Według danych z roku 2002 gmina Chrzypsko Wielkie ma obszar 84,33 km², w tym:
- użytki rolne: 66%
- użytki leśne: 17%
- powierzchnia ogólna: 11,45% powierzchni powiatu

## Demografia

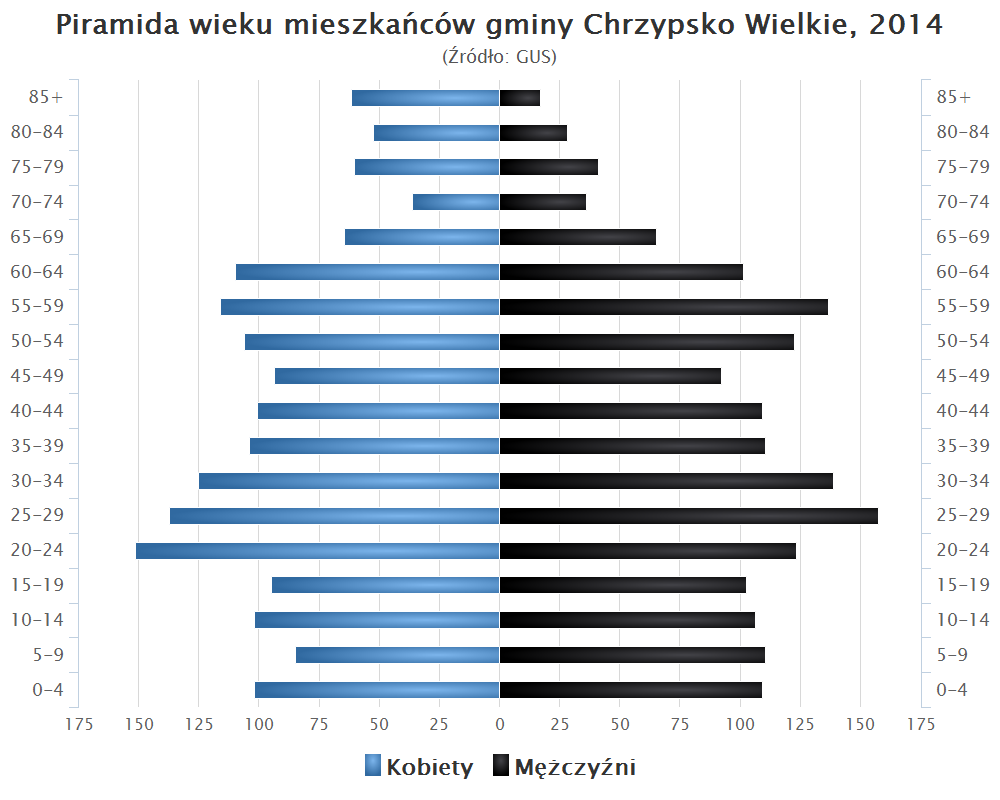
Piramida wieku mieszkańców gminy Chrzypsko Wielkie w 2014 roku

Dane z 30 czerwca 2010:
| Opis                              | Ogółem | Ogółem | Kobiety | Kobiety | Mężczyźni | Mężczyźni |
| --------------------------------- | ------ | ------ | ------- | ------- | --------- | --------- |
| jednostka                         | osób   | %      | osób    | %       | osób      | %         |
| populacja                         | 3342   | 100    | 1702    | 51      | 1640      | 49        |
| gęstość zaludnienia (mieszk./km²) | 39,6   | 39,6   | 20,2    | 20,2    | 19,4      | 19,4      |

## Sołectwa
Gmina dzieli się administracyjnie na 13 jednostek pomocniczych zwanych sołectwami, w których skupione jest 14 wiejskich jednostek osadniczych.
| Nazwa wsi sołeckiej | Ludność  | Powierzchnia (km²) | Gęstość zaludnienia (osób/km²) | Położenie nad jeziorami         |  |
| ------------------- | -------- | ------------------ | ------------------------------ | ------------------------------- |  |
| Białcz              | 274      | 4,70               | 58                             | Białcz Wielki Koszczynek        |  |
| Białokosz           | 174      | 10,60              | 16,4                           | Białokoskie                     |  |
| Białokoszyce        | 41       | 1,43               | 28,7                           |                                 |  |
| Charcice            | 211      | 2,57               | 82,1                           | Charcickie                      |  |
| Chrzypsko Małe      | 88       | 4,99               | 17,6                           | Chrzypskie Kuchenne             |  |
| Chrzypsko Wielkie   | 920      | 9,19               | 100,1                          | Chrzypskie                      |  |
| Gnuszyn             | 211      | 6,95               | 30,3                           |                                 |  |
| Łężce               | 290      | 9,63               | 30,1                           |                                 |  |
| Łężeczki            | 312      | 5,50               | 56,7                           | Chrzypskie                      |  |
| Mylin               | 300      | 6,74               | 44,5                           | Radziszewskie Wielkie           |  |
| Orle Wielkie        | 212      | 7,67               | 27,6                           | Środowo                         |  |
| Ryżyn               | 179      | 4,11               | 43,5                           |                                 |  |
| Śródka - Strzyżmin  | 111 + 37 | 10,29              | 14,4                           | Cyblin Kuchenne Lisznia Wielkie |  |
|                     | 3342     | 84,33              | 39,6                           |                                 |  |

### Klasy wielkościowe wsi
Największą wsią na terenie gminy jest jej siedziba, Chrzypsko Wielkie, licząca około 950 mieszkańców (28,5%). Poza tym średnia wielkość wsi sołeckiej oscyluje w granicach 257 mieszkańców, zaś bez uwzględnienia Chrzypska Wlk., około 200 osób. Do większych i ważniejszych wiosek na terenie gminy zalicza się Białcz (około 300 mieszk.), Charcice (~ 210 os.), Łężce (~ 300), Łężeczki (~320) i Mylin (~300).
| rodzaj      | przedział ludnościowy | ilość | wsie                                                             |
| ----------- | --------------------- | ----- | ---------------------------------------------------------------- |
| bardzo duże | pow. 1001 mieszk.     | 0     | -                                                                |
| duże        | 501–1000 mieszk.      | 1     | Chrzypsko Wielkie                                                |
| średnie     | 301–500 mieszk.       | 2     | Łężeczki, Mylin                                                  |
| małe        | 151–300 mieszk.       | 7     | Białcz, Białokosz, Charcice, Gnuszyn, Łężce, Orle Wielkie, Ryżyn |
| bardzo małe | pon. 150 mieszk.      | 4     | Białokoszyce, Chrzypsko Małe, Śródka, Strzyżmin                  |